# Брюлле, Роберт
Ро́берт Дж. Брюлле (англ. Robert J. Brulle) — американский экосоциолог. Сторонних агрессивных политических действий в решении вопроса глобального потепления.

## Биография
В 1974 году получил бакалавра естественных наук по корабельной инженерии в Академии береговой охраны США, в 1981 году магистра гуманитарных наук по социологии в Новой школе социальных исследований, в 1982 году магистра естественных наук по природным ресурсам в Мичиганском университете и в 1995 году доктора философии по социологии (за диссертацию «Агентство, демократия и окружающая среда: исследование организаций экологического движения США с точки зрения критической теории») в Университете Джорджа Вашингтона.
С 2008 года — профессор социологии и науки об окружающей среде кафедры социологии и коммуникаций Колледжа гуманитарных и естественных наук Дрексельского университета (с 1997 года — старший преподаватель и с 2003 года — адъюнкт-профессор) и адъюнкт-профессор Школы здравоохранения Дрексельского университета.
Также преподавал в Франкфуртском университете имени Иоганна Вольфганга Гёте, Уппсальском университете и Университете Джорджа Мейсона.
В 1996—1997 годах — консультант Национального исследовательского совета США / Морского совета по вопросам изучения морского риска.
В 2016 году во время президентских выборов в США поддержал Берни Сандерса

## Научная деятельность
Исследование Брулле включает в себя стратегию и схемы финансирования того, что он называет «контрдвижением изменения климата», движение, критикующее действия, направленные на глобальное потепление. Брюлле стал одним из специалистов интервьюированных Frontline, общественной телевизионной программой, которая производит и транслирует подробные документальные фильмы, для их документального фильма 2012 года об климатическом скептицизме и отрицании изменения климата под названием Climate of Doubt. Он назвал контрдвижение изменения климата «всеобъемлющим» и «добавлением к уже существующему консервативному движению в Соединённых Штатах». В интервью, которое корпорация Imaginova в 2009 году представила в Fox News, он отметил, что общий годовой доход некоммерческого экологического движения составил 2,7 млрд долларов, и указал, что прогресс в направлении более чистой окружающей среды в США часто происходит за счёт других стран.
Брулль занимался анализом финансирования организаций, связанных с движением отрицания изменения климата, в течение года являясь стипендиатом Центра углублённых исследований в области поведенческих наук Стэнфордского университета. Итоги исследование были опубликованы в 2013 году в научном журнале Climatic Change. В нём Брулле установил, что 91 организация, которую он изучил, имела общий годовой доход чуть более 900 миллионов долларов и что подавляющее большинство средств, пожертвованных таким организациям, поступало из консервативных фондов. За восемь лет, охваченных исследованием (2003—2010 годы), Американский институт предпринимательства получил наибольшее финансирование — 16 % от общего объема средств, а консультируемые дарителем фонды — Donors Trust и Donors Capital Fund — были крупнейшими спонсорами. Исследование также показало, что сумма денег, пожертвованных этим организациям от Donors Trust и других фондов, источники финансирования которых не могут быть прослежены, резко возросла за предыдущие пять лет. По словам Брюлле это был «первый научный, всесторонний анализ когда-либо проводившийся с финансированием, связанным с отрицанием изменения климата».
Это исследование широко освещалось такими СМИ, как Washington Post, Forbes, Scientific American, The Guardian, Science Daily, and the International Science Times. Исследование было представлено на веб-сайте общественной информации об изменении климата от Управления планирования и исследований губернатора Калифорнии. Старший научный сотрудник Хартлендского института, одной из организаций, включённых в исследование, выступил в журнале Forbes со статьёй, в которой по ряду вопросов критиковал как саму работу Брюлле, так и то как происходило её освещение в средствах массовой информации, в том числе, то что попавшие в поле зрению Брюлле организации имели разнообразные повестки дня, и не все их доходы были направлены на образовательные программы в области изменения климата.
Брюлле занимался изучением факторов влияющих на общественное мнение в США в вопросах изменения климата и обнаружил, что политики оказались более значимыми, нежели учёные. Исследование было освещено журналами National Geographic и USA Today.

## Научные труды

### Монографии
- Brulle R. J. Agency, Democracy, and Nature: The U.S. Environmental Movement from a Critical Theory Perspective. — Cambridge: MIT Press, 2000. — 347 с.

### Статьи
- Brulle R. J. Environmentalism and Human Emancipation // Social Movements: Critiques, Concepts, Case Studies / Stanford M. Lyman (Ed.). — NYU Press, 1995. — P. 309—328. — 256 p. — (Main Trends of the Modern World).
- Brulle R. J. Review Brian Doherty. Ideas and Actions in the Green Movement. London: Routledge, 2002 // Organization & Environment[англ.]. — 2003. — Vol. 16, № 2. — P. 258—261. — doi:10.1177/1086026603016002016.
- Brulle R. J., Jenkins J. C. Spinning Our Way to Sustainability? // Organization & Environment[англ.]. — 2006. — Vol. 19, № 1. — P. 82—87. — doi:10.1177/1086026605285587.
- Pellow D. N., Brulle R. J. Poisoning the Planet: The Struggle for Environmental Justice // Contexts: Understanding People in their Social Worlds[англ.]. — 2007. — Vol. 6, № 1. — P. 37—41. — doi:10.1525/ctx.2007.6.1.37.
- Brulle R. J., Jenkins J. C. Fixing the Bungled U.S. Environmental Movement // Contexts: Understanding People in their Social Worlds[англ.]. — 2006. — Vol. 7, № 2. — P. 14—19. — doi:10.1525/ctx.2008.7.2.14.
- Brulle R. J. Frontiers: Histories of Civil Society and Nature // Contemporary Sociology[англ.]. — 2008. — Vol. 37, № 3. — P. 257—258. — doi:10.1177/009430610803700334.
- Brulle R. J. Science, Democracy, and the Environment: The Contributions of Barry Commoner. // Organization & Environment[англ.]. — 2009. — Vol. 22, № 1. — P. 3—5. — doi:10.1177/1086026609333930.
- Brulle R. J., Jenkins J. C. Civil Society and the Environment: Understanding the Dynamics and Impacts of the U.S. Environmental Movement // Understanding 21st Century NGOs / Thomas Lyon (Ed.). — RFF Press, 2010.
- Brulle R. J. Civil Society and the Environment: Understanding the Dynamics and Impacts of the U.S. Environmental Movement // Handbook of Politics State and Society in Global Perspective / Kevin T. Leicht, J. Craig Jenkins (Eds.). — Springer Science & Business Media, 2010. — P. 385—406. — 668 p. — (Handbooks of Sociology and Social Research). — ISBN 978-0-387-68930-2.
- Brulle R. J. The Environment and the People in American Cities, 1600s–1900s // Contemporary Sociology[англ.]. — 2010. — Vol. 39, № 5. — P. 611—612. — doi:10.1177/0094306110380384pp.
- Brulle R. J. From Environmental Campaigns to Advancing the Public Dialogue: Environmental Communication for Civic Engagement // Environmental Communication: A Journal of Nature and Culture. — 2011. — Vol. 4, № 1.
- Brulle R. J., Carmichael J., Jenkins J. C. Shifting public opinion on climate change: an empirical assessment of factors influencing concern over climate change in the US, 2002–2010 // Climatic Change[англ.]. — 2012. — Vol. 114, № 2. — P. 169–188.
- Brulle R. J. Institutionalizing delay: foundation funding and the creation of U.S. climate change counter-movement organizations // Climatic Change[англ.]. — 2013. — Vol. 122, № 4. — P. 681–694. — doi:10.1007/s10584-013-1018-7.
- Carmichael J., Brulle R. J., Huxster J. K. The great divide: understanding the role of media and other drivers of the partisan divide in public concern over climate change in the USA, 2001–2014 // Climatic Change[англ.]. — 2017. — Vol. 141, № 4. — P. 599—612. — doi:10.1007/s10584-017-1908-1.
- Brulle R. J., Roberts J. T.[англ.]. Climate Misinformation Campaigns and Public Sociology // Contexts: Understanding People in their Social Worlds[англ.]. — 2017. — Vol. 16, № 1. — P. 78—79. — doi:10.1177/1536504217696081.
- Jenkins J. C., Carmichael J., Brulle R. J., Boughton H. Foundation Funding of the Environmental Movement // American Behavioral Scientist[англ.]. — 2017. — Vol. 61, № 13. — P. 1640—1657. — doi:10.1177/0002764217744839.

### Энциклопедии
- Brulle R. J., Pellow D. N. «Environmental Movements.» // G. Goreham, Encyclopedia of Rural America, 2nd Edition. University of Chicago Press, 2008.

### Научная редакция
- Power, Justice and the Environment: A Critical Appraisal of the Environmental Justice Movement. / Eds. David Naguib Pellow and Robert J. Brulle. — Cambridge: MIT Press, 2005. — 339 p.